# NGC 958
NGC 958 este o emission-line galaxy⁠(d) situată în constelația Balena. A fost descoperită în 20 septembrie 1784 de către William Herschel. Se află la o distanță de 71,12 de megaparseci de Pământ.